# Finsbury Park
 Ikke at forveksle med Finsbury.
Finsbury Park er en offentlig park, der ligger i området Haringey i det nordlige London, England. Parken ligger i den aller sydligste del af London Borough of Haringey. Den ligger i et område, som er dækket i det historiske sogn Hornsey, og er nu en del af Municipal Borough of Hornsey. Det var en af de første parker i London, der er udlagt i viktoriatiden. Parken grænser op til områderne Harringay, Finsbury Park, Stroud Green og Manor House.
Parken dækker 110 ha.
Parken er blevet brugt til mange koncertarrangementer og musikfestivaler; Fleadh (irsk for ‘festival’; 1990–2003), Great Xpectations Festival (1993),  Big Gay Out  (2004–2005),  Rise  Festival (2006–2010) og  Wireless Festival (2014–2019, 2022–).